# Cetățean de onoare

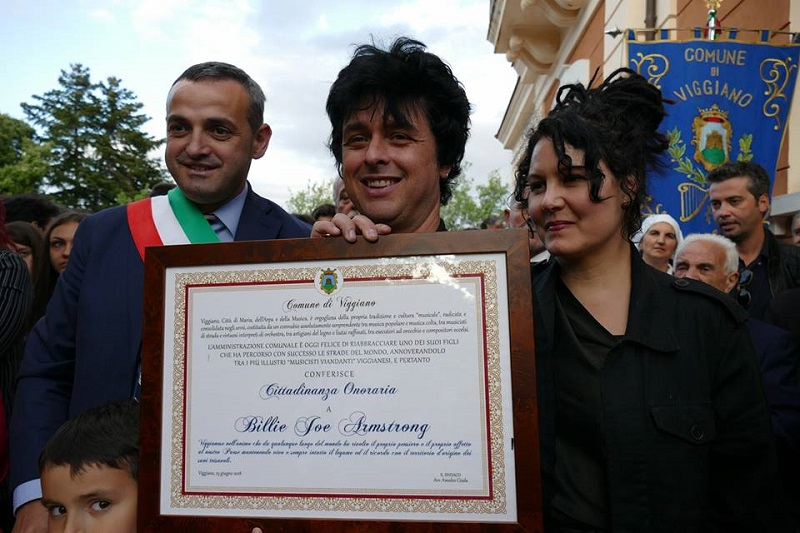
Billie Joe Armstrong (formația Green Day) a primit cetățenia onorifică Viggiano în 2018

Cetățenia de onoare este un titlu onorific acordat de un stat sau de o autoritate locală unei persoane, ca recunoaștere a meritelor sau în semn de apreciere. Titlul își are originile în Revoluția Franceză și în titlul citoyen d’honneur și nu implică nicio modificare a cetățeniei sau naționalității.
Totuși, în trecut, în unele țări precum Imperiul Rus, noțiunea de cetățean de onoare (rusă почётное гражданство) desemna o categorie juridică distinctă în cadrul structurii sociale. Acest statut putea fi personal sau ereditar și conferea drepturi concrete, precum scutirea de serviciul militar, de taxe sau dreptul de a deține proprietăți.

## Semnificație
Cetățenia de onoare se acordă, de regulă, pe viață. Uneori, aceasta este însoțită de privilegii simbolice, precum transport gratuit sau acces liber la teatrele municipale. Este comun ca personalități care au devenit celebre pe plan național sau internațional și care provin dintr-o anumită localitate să fie astfel onorate. Diploma este în mod obișnuit înmânată personal, simbolizând și o recunoaștere a orașului de către persoana distinsă.
Actul simbolic de a „oferi cheile unui oraș” unei persoane reprezintă o distincție înaltă destinată personalităților care, prin prestigiu sau acțiuni specifice, au făcut ca orașul să fie cunoscut la nivel mondial. Cheia simbolizează libertatea de acces, semn al încrederii acordate de locuitori respectivei persoane.
Deși cetățenia de onoare încetează la deces, persoanei i se poate acorda un mormânt de onoare. Adesea, este instalată o placă comemorativă în primărie sau în alt loc public. După deces, se pot numi străzi sau piețe după cetățeni de onoare, însă de regulă acest lucru se bazează pe meritele care au dus la acordarea titlului, nu pe titlul în sine.
Cetățenia de onoare poate fi revocată în timpul vieții în caz de comportament nedemn. Pentru aceasta este necesară, de asemenea, o majoritate de două treimi din numărul legal al membrilor consiliului local.

## Cetățean de onoare în lume

### Cetățean de onoare în România

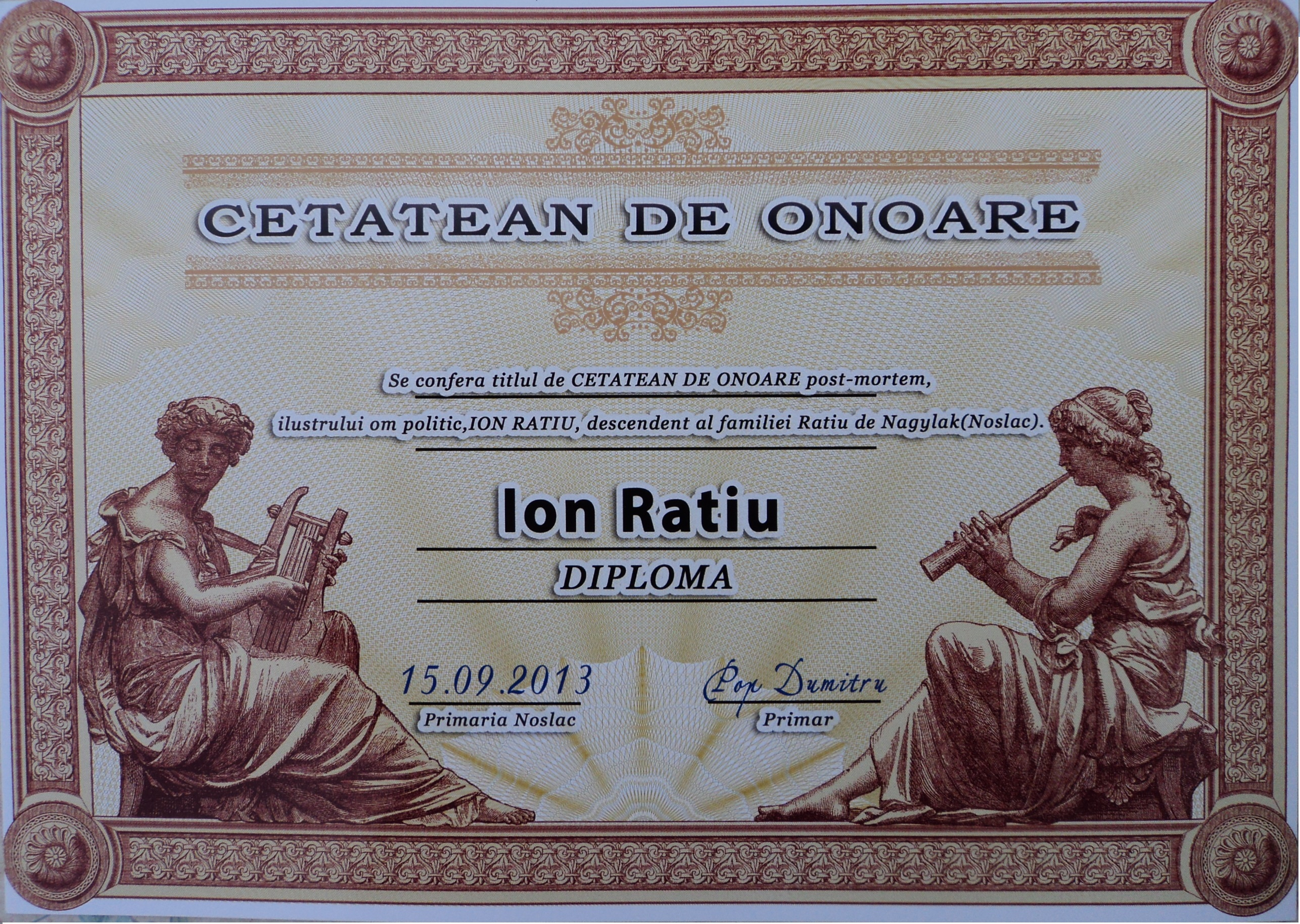
Diplomă cetățean de onoare a comunei Noșlac, acordată lui Ion Rațiu post-mortem

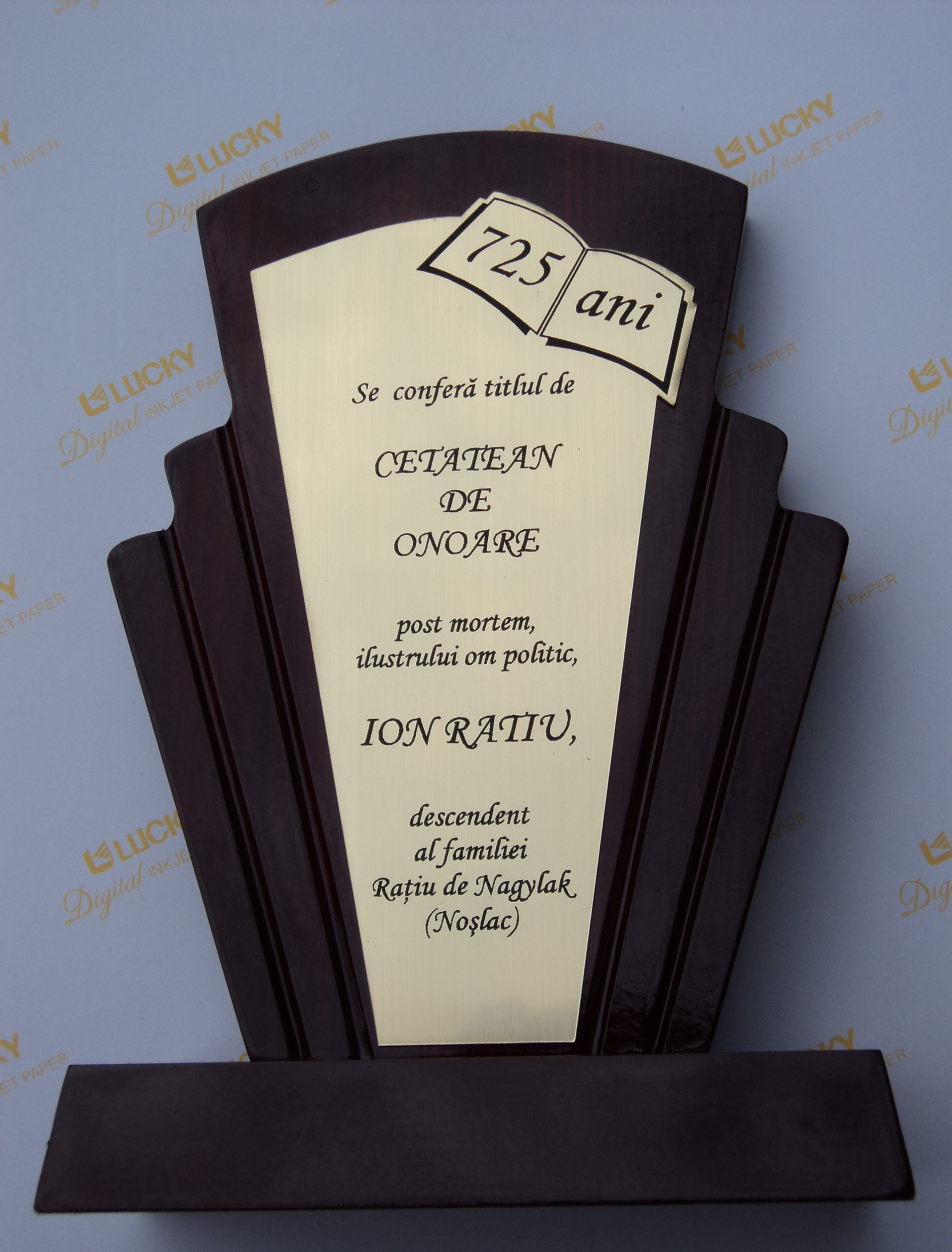
Plachetă cetățean de onoare a comunei Noșlac, acordată lui Ion Rațiu post-mortem

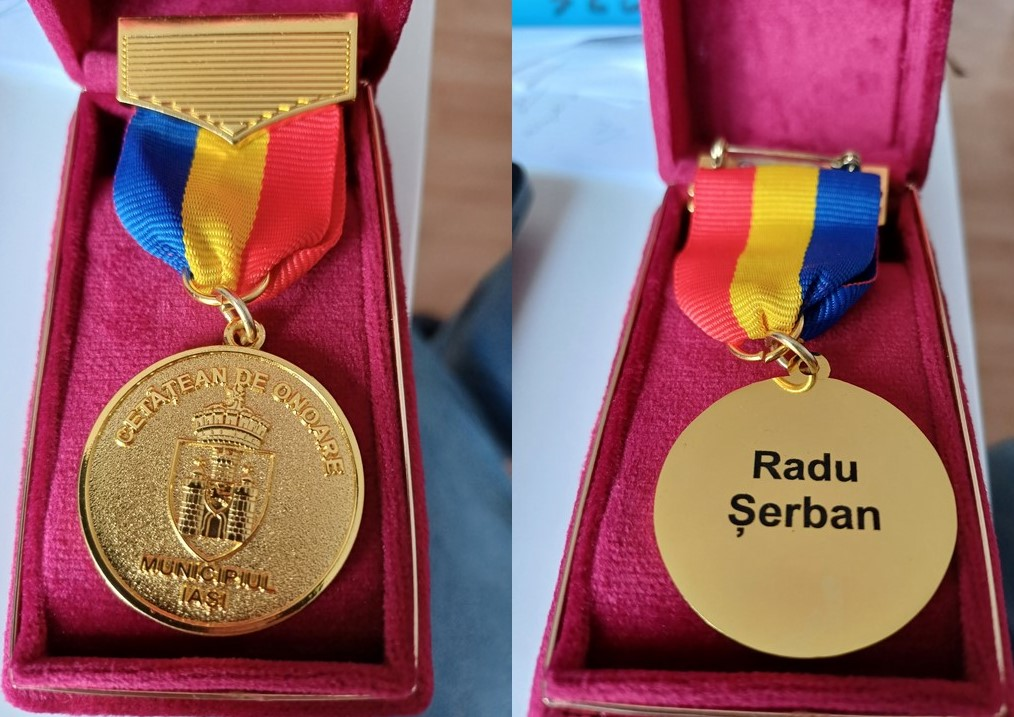
Medalie cetățean de onoare Iași acordată lui Radu Șerban

Statul român nu acordă cetățenie de onoare în mod formal. Titlul are un caracter exclusiv local, iar drepturile și simbolistica sa variază în funcție de fiecare localitate.
Cetățean de onoare este o distincție onorifică acordată de autoritățile administrației publice locale (consiliu local al municipiului/orașului/comunei) unor persoane fizice care s-au remarcat prin merite deosebite în folosul comunității. Acordarea titlului are un caracter simbolic și nu presupune dobândirea cetățeniei române sau a unor drepturi depline civile și politice. Titlul poate fi însoțit de o diplomă sau plachetă comemorativă, ceremonie publică de acordare, acces gratuit sau facilități în instituțiile publice locale (biblioteci, muzee, teatre), menținerea într-un registru oficial al cetățenilor de onoare ai localității, dreptul la un loc de veci gratuit și alte onoruri simbolice.
Potrivit legislației române privind administrația publică locală, consiliul local este autoritatea care decide acordarea titlului, prin hotărâre adoptată cu votul majorității membrilor. Fiecare unitate administrativ-teritorială își poate stabili propriile criterii și regulamente pentru acordarea titlului de cetățean de onoare, acestea fiind de regulă incluse în statutul localității sau în regulamentele de organizare și funcționare.
Titlul de cetățean de onoare poate fi revocat, prin hotărâre a consiliului local, în cazul în care persoana distinsă a comis fapte care contravin valorilor comunității sau au afectat grav imaginea acesteia.
Printre exemplele notabile se numără:
- Simona Halep
- Ivan Patzaichin
- Regele Mihai I al României
- Gheorghe Zamfir

### Cetățean de onoare în Republica Moldova
Cetățean de onoare este o distincție onorifică acordată de autoritățile administrației publice locale (consiliu local al municipiului/orașului/raionului) unor persoane fizice care s-au remarcat prin merite deosebite în folosul comunității. Titlul are caracter simbolic și nerevendicativ, fără a conferi drepturi cetățenești în sens juridic și este însoțit de obicei de o diplomă, o plachetă și de o ceremonie publică organizată de autoritatea emitentă.
Titlul poate fi conferit:
- cetățenilor moldoveni sau străini care au adus contribuții remarcabile la viața comunității;
- personalităților care au promovat imaginea localității pe plan național sau internațional;
- post-mortem, în semn de recunoștință față de meritele unei persoane decedate.

Printre exemplele notabile se numără:
- Ion Druță
- Valentina Naforniță
- Ștefan Petrache

### Cetățean de onoare în Brazilia
În Brazilia, regulile privind acordarea titlului variază în funcție de localitate, însă în general inițiativa vine din partea unui parlamentar (deputat sau consilier local).
În municipiul Rio de Janeiro, titlul este acordat persoanelor născute în alte localități, dar care au contribuit la democrație sau la cauza umanitară, conform Regulamentului Intern al Consiliului Municipal.

### Cetățean de onoare în Polonia
În Polonia, cetățenia de onoare poate fi municipală (Cetățean de Onoare al Orașului, titlu acordat de autoritățile orașului prin consiliul local sau primar) sau regională (ex: Cetățean de Onoare al Voievodatului Silezia Inferioară, titlu acordat de seimjik-ul voievodal sau de altă autoritate regională).
Titlul nu implică obligații financiare din partea autorităților față de persoana distinsă, dar deseori se oferă suveniruri simbolice, cum ar fi cheile orașului, medalii sau diplome comemorative. Uneori se face distincție între titlul de cetățean de onoare, acordat celor care nu locuiesc în oraș/regiune, și cel de cetățean merituos al orașului, acordat locuitorilor remarcabili ai acestuia.
În unele cazuri, cetățeanul de onoare beneficiază și de următoarele drepturi:
- dreptul de a utiliza oficial titlul de „Cetățean de Onoare” al orașului/regiunii;
- dreptul de a participa, în calitate de invitat de onoare, la toate ședințele consiliului local (sau ale sejmik-ului regional) și la alte ceremonii oficiale organizate de autoritățile locale;
- transport public gratuit pe teritoriul orașului;
- acces gratuit la evenimente organizate de oraș;
- participarea drapelului orașului la funeraliile persoanei respective.

### Cetățean de onoare în Franța
În Franța, municipalitățile nu pot acorda titlul de cetățean de onoare anumitor persoane dacă prin aceasta își exprimă o poziție într-o chestiune „ce ține de politica internațională a Franței și de implicarea sa într-un conflict de anvergură internațională”, întrucât acest lucru poate constitui o atingere adusă ordinii publice (decizia Curții Administrative de Apel din Versailles, 2016, în legătură cu o persoană condamnată la închisoare pe viață în Israel și căreia orașul Aubervilliers îi acordase titlul de cetățean de onoare).
La 26 august 1792, în timpul Revoluției Franceze, Convenția Națională a acordat cetățenia de onoare unor persoane din întreaga lume care „prin activitatea lor și cu mare curaj au servit ideea de libertate”. Printre aceștia se numără: Friedrich Schiller, George Washington, Alexander Hamilton, Ludwig van Beethoven, Robert Burns, Tadeusz Kościuszko, James Madison, Thomas Paine, Johann Heinrich Pestalozzi, Joseph Priestley și alții.

### Cetățean de onoare în Germania
În Germania, cetățenia de onoare era inițial un drept onorific, acordat exclusiv celor care nu erau cetățeni. De exemplu, primul cetățean de onoare al Berlinului, Konrad Gottlieb Ribbeck (1759–1826), a primit distincția în 1813 deși nu era proprietar în oraș și nu avea dreptul să obțină cetățenie conform legislației de atunci. Primele orașe germane care au introdus titlul au fost Saarbrücken și Hanovra în 1790, urmate de Frankfurt am Main și Bremen în 1795. În prezent, cetățenia de onoare nu are efecte juridice semnificative.

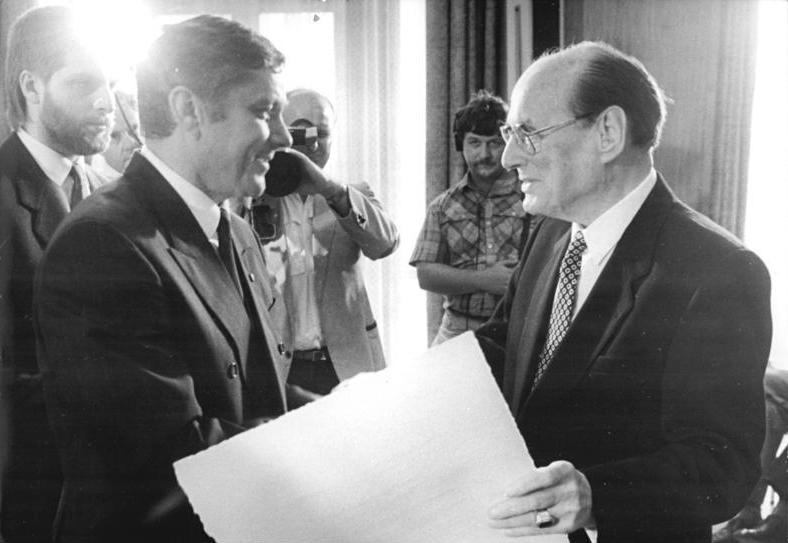
Acordarea cetățeniei de onoare a orașului Dresda lui Manfred von Ardenne (1989)
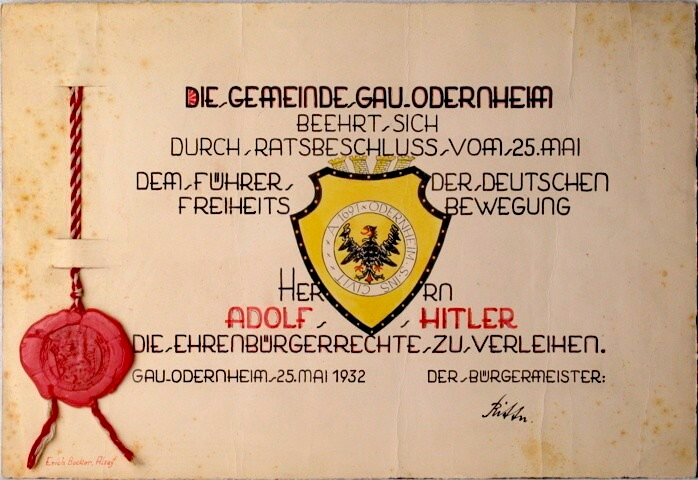
Cetățenia de onoare a lui Adolf Hitler, semnată de Heinrich Ritter (25 mai 1932)

### Cetățean de onoare în Estonia
În Estonia, numeroase orașe și comune acordă titlul de cetățean de onoare. Dintre orașele mari, acest titlu este acordat, de exemplu, de Tallinn, Tartu, Narva, Pärnu, Viljandi și Haapsalu, iar dintre localitățile mai mici, de Elva, Kallaste. Frecvența acordării titlului și numărul cetățenilor de onoare variază considerabil. De exemplu, în Tartu sunt desemnați cetățeni de onoare în fiecare an, în timp ce în Pärnu, între 1886 și 2009, acest titlu a fost acordat doar șase persoane.
Statul eston nu acordă titlul de cetățean de onoare. Totuși, titlul este uneori confundat cu „cetățeanul anului”, un titlu onorific decernat de Ministerul Culturii cu ocazia Zilei Cetățeanului.

### Cetățean de onoare în Irlanda
În Irlanda, cetățenia de onoare acordată unui cetățean străin conferă toate drepturile legale ale cetățeniei, inclusiv dreptul de ședere și de vot.

### Cetățean de onoare în Canada
În Canada, cetățenia de onoare este acordată de Guvernatorul General, la propunerea parlamentului canadian. Până în prezent, a fost acordată șase militanți pentru libertate:
- Raoul Wallenberg (1985, post-mortem)
- Nelson Mandela (2001)
- Tenzin Gyatso (al 14-lea Dalai Lama) (2006)
- Aung San Suu Kyi (2007) - revocat în 2018 după Genocidul Rohingya
- Aga Khan al IV-lea (2010)
- Malala Yousafzai (2013)

### Cetățean de onoare al Statelor Unite

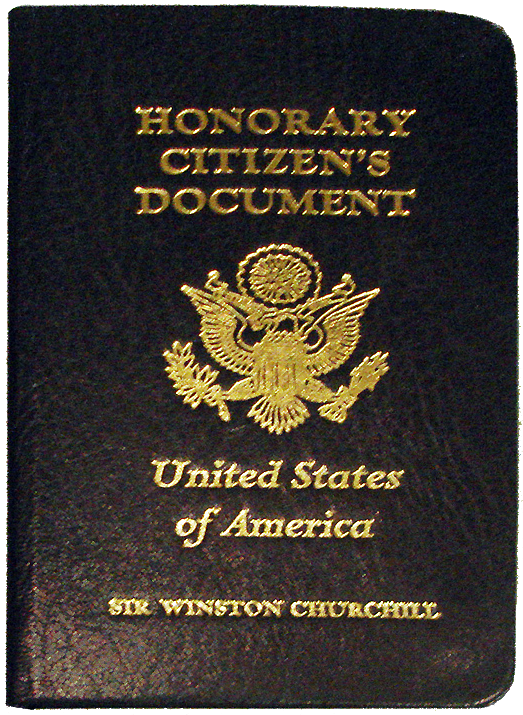
Documentul de identificare al lui Churchill ca cetățean de onoare, oferit cadou de președintele Kennedy. Deși similar în aparență, nu putea funcționa ca un pașaport.

O persoană de o valoare excepțională, care nu este cetățean al Statelor Unite, poate fi declarată cetățean de onoare al Statelor Unite printr-un act al Congresului sau printr-o proclamație emisă de președintele SUA, în conformitate cu o autorizație acordată de Congresul american.
Opt persoane au primit această onoare, două persoane în timpul vieții, Sir Winston Churchill și Maica Tereza. În cazul marchizului de Lafayette și al Maicii Tereza, distincția a fost acordată direct printr-un act al Congresului. În celelalte cazuri, Congresul a adoptat un act care autoriza președintele să acorde cetățenia de onoare prin proclamație. Drepturile și privilegiile asociate acestei cetățenii, dacă există, nu sunt clar definite. Conform unor documente ale Departamentului de Stat al SUA, cetățenia de onoare nu oferă eligibilitate pentru obținerea unui pașaport american.
| Nr.  | Nume                                                | Imagine                                                        | Dată              | Naționalitate                               | Notă | Ref.   |
| ---- | --------------------------------------------------- | -------------------------------------------------------------- | ----------------- | ------------------------------------------- | --- | ------ |
| 1    | Sir Winston Churchill (1874-1965)                   | Black-and-white photographic portrait of Sir Winston Churchill | 9 aprilie 1963    | Regatul Unit                                | Prim-ministru al Regatului Unit, cunoscut în special pentru rolul său în timpul celui de-Al Doilea Război Mondial | [ 7 ]  |
| 2    | Raoul Wallenberg (născut 1912, dispărut 1945)       | Black-and-white photographic portrait of Raoul Wallenberg      | 5 octombrie 1981  | Suedia                                      | Diplomat suedez care a salvat evrei din Ungaria în timpul Holocaustului. | [ 8 ]  |
| 3, 4 | William Penn (1644-1718)                            | Black-and-white portrait of William Penn                       | 19 octombrie 1984 | Anglia                                      | Fondatorul Provinciei Pennsylvania. | [ 10 ] |
| 3, 4 | Hannah Callowhill Penn (1671-1726)                  | Portrait of Hannah Penn                                        | 19 octombrie 1984 | Anglia                                      | Administratoare a Provinciei Pennsylvania, a doua soție a lui William Penn. | [ 10 ] |
| 5    | Maica Tereza (1910-1997)                            | Photograph of Mother Teresa                                    | 1 octombrie 1996  | India (născută în Macedonia de Nord de azi) | Călugăriță catolică de etnie albaneză, cu cetățenie indiană, fondatoare a organizației Misionarele Carității în Calcutta. | [ 12 ] |
| 6    | Gilbert du Motier, marchiz de Lafayette (1757-1834) | Portrait of Gilbert du Motier, Marquis de Lafayette            | 6 august 2002     | Regatul Franței                             | Ofițer francez în Războiul de Independență al SUA. | [ 13 ] |
| 7    | Casimir Pulaski (1745-1779)                         | Portrait of Casimir Pulaski                                    | 6 noiembrie 2009  | Republica Polono-Lituaniană                 | Ofițer militar polonez care i-a salvat viața lui George Washington, a luptat și a murit pentru SUA împotriva britanicilor; general de brigadă american, considerat „Părintele cavaleriei americane”. Erou național atât în Polonia, cât și în SUA | [ 17 ] |
| 8    | Bernardo de Gálvez (1746-1786)                      | Portrait of Bernardo de Gálvez                                 | 16 decembrie 2014 | Spania                                      | Ofițer spaniol și guvernator, erou al Războiului de Independență al SUA; a oferit sprijin militar, logistic și strategic americanilor și a fost rănit în timpul asediului Pensacolei.                                                             | [ 19 ] |

## Exemple
- Berlin i-a acordat titlul de cetățean de onoare lui Lucius D. Clay în 1962 pentru rolul său ca guvernator militar și pentru organizarea podului aerian către Berlin, precum și lui Mihail Gorbaciov, pentru schimbările politice globale care au condus la căderea Zidului Berlinului și reunificarea Germaniei.
- În 2002, Coreea de Sud i-a acordat cetățenia de onoare antrenorului olandez de fotbal Guus Hiddink, care a condus neașteptat echipa națională până în semifinalele Cupei Mondiale FIFA 2002.
- Cu ocazia aniversării a 50 de ani de la prima ascensiune reușită pe Everest, guvernul Nepalului i-a conferit lui Edmund Hillary cetățenia de onoare la o ceremonie specială de jubileu în Kathmandu. A fost primul cetățean străin care a primit această distincție în Nepal.
- În 2011, Lady Gaga a primit titlul de cetățean de onoare al Sydney pentru susținerea acordată comunității LGBT.
- În aprilie 2013, Raoul Wallenberg a devenit prima persoană căreia i s-a acordat cetățenie de onoare australiană.
- În august 2013, actorul francez Gérard Depardieu a primit cetățenia de onoare din partea Belgiei.
- În octombrie 2013, antrenorul argentinian José Pékerman a primit cetățenia columbiană, după ce a calificat echipa națională a Columbiei la Cupa Mondială FIFA 2014, prima prezență a țării după 16 ani.
- La 12 aprilie 2017, Malala Yousafzai din Pakistan a fost desemnată cetățean de onoare al Canadei de către premierul Justin Trudeau, pentru activitatea sa de promovare a educației pentru fete în regiunea natală Swat, în timpul ocupației talibanilor.
- La 12 iulie 2017, Ariana Grande a fost desemnată cetățean de onoare al Manchester, pentru eforturile depuse în strângerea de fonduri pentru victimele atacului terorist din 22 mai 2017 de la Manchester Arena.
- La 9 iunie 2022, o rezoluție a Camerei Deputaților din Brazilia a conferit titlul de cetățean de onoare brazilian pilotului britanic de Formula 1 Lewis Hamilton, după ce a purtat steagul Braziliei în turul de onoare de la GP-ul de la Interlagos (2021), dedicând victoria lui Ayrton Senna.

## Cetățean de onoare (statut)
În Imperiul Rus, cetățeanul de onoare reprezenta o categorie juridică distinctă în cadrul sistemului stratificat al societății. Instituția a fost introdusă în forma sa modernă în anul 1832 și a funcționat până la desființarea oficială prin decretul bolșevic din 11 (24) noiembrie 1917 privind abolirea claselor și rangurilor civile.
De acest statut puteau beneficia, printre alții, copiii nobililor fără titlu ereditar, clerul ortodox căsătorit cu studii universitare, pastorii luterani și reformați, precum și anumite categorii de profesioniști (medici, ingineri, farmaciști, veterinari etc.). Începând cu a doua jumătate a secolului al XIX-lea, și cetățenii evrei ai Imperiului puteau accede la acest statut, în special dacă exercitau profesii liberale sau tehnico-științifice.
Inițial, cei care primeau Ordinul Sfânta Ana deveneau automat nobili ruși ereditari, însă în 1845 această regulă a fost modificată încât doar cei care primeau gradul I al ordinului mai obțineau nobilime ereditară, pe când ceilalți primeau doar nobilime personală. Excepții de la această regulă erau comercianții, străinii rezidenți în Rusia și musulmanii, care, în loc de nobilime, primeau statutul de cetățean de onoare (rusă почётное гражданство). Această cetățenie de onoare era ereditară și reprezenta o poziție socială importantă, deși în afara nobilimii.
Printre drepturile acordate cetățenilor de onoare se numărau:
- scutirea de la serviciul militar obligatoriu;
- dreptul de a participa la alegeri și de a candida pentru funcții publice;
- dreptul de a deține proprietăți în zonele urbane;
- scutirea de anumite impozite și taxe personale.

Spre deosebire de nobilime, cetățenii de onoare nu făceau parte din aristocrație, dar dețineau un statut social superior în cadrul populației urbane. Conform statisticilor oficiale, în anul 1840 existau aproximativ 4.800 de cetățeni de onoare, numărul acestora crescând la 21.400 în 1858 și la 372.400 în 1912, din care peste jumătate dețineau titlul în mod ereditar. Aceștia reprezentau aproximativ 0,5% din populația totală a imperiului.
Acest statut nu trebuie confundat cu titlul simbolic de cetățean de onoare conferit de orașe sau autorități locale, în scop onorific. După 1917, instituția a fost abolită, însă utilizarea titlului cu caracter onorific a continuat, în forme simbolice, atât în Uniunea Sovietică, cât și în Federația Rusă.